# Biblioteca Nacional de Antropología e Historia
La Biblioteca Nacional de Antropología e Historia "DR. Eusebio Dávalos Hurtado" se encuentra en las instalaciones del Museo Nacional de Antropología de México. En su acervo alberga, además de importantes colecciones con libros incunables desde el siglo XVI, códices como la Tira de la Peregrinación. Está especializada en antropología, arqueología, etnología, historia y sociología.
Esta biblioteca es una de las de mayor trascendencia histórica e importancia en México por la cantidad y variedad de volúmenes que maneja, los documentos históricos que resguarda y su trayectoria que se remonta a casi dos siglos. Su sala de consulta está presidida por un enorme retrato de don Lorenzo Boturini y la inscripción de los nombres de los grandes historiadores, antropólogos, arqueólogos y etnólogos de México. Es de estantería cerrada. 

## Historia
Tiene su origen en la creación del Museo de Historia Natural en 1790, cuando es reunida una biblioteca con el decomiso hecho al jesuita Boturini expulsado en 1764. A lo largo del siglo XIX fue adquiriendo compras especiales y aumento de acervo. Destaca la labor de Francisco del Paso y Troncoso , quien integró al acervo documental los archivos de la Inquisición de México, la Compañía de Jesús y el Hospital Real de Naturales. En 1910 tuvo un impulso notable gracias a las gestiones de Justo Sierra mediante la sistematización y enriquecimiento de acervo. Ya en el siglo XX las gestiones de  Antonio Pompa y Pompa fueron importantes incluida una nueva sistematización del acervo con la homologación al empleado por la Biblioteca del Congreso de Washington, Estados Unidos. En 1964 recibió el nombre de "Biblioteca Nacional de Antropología e Historia Eusebio Dávalos Hurtado".

## Acervo

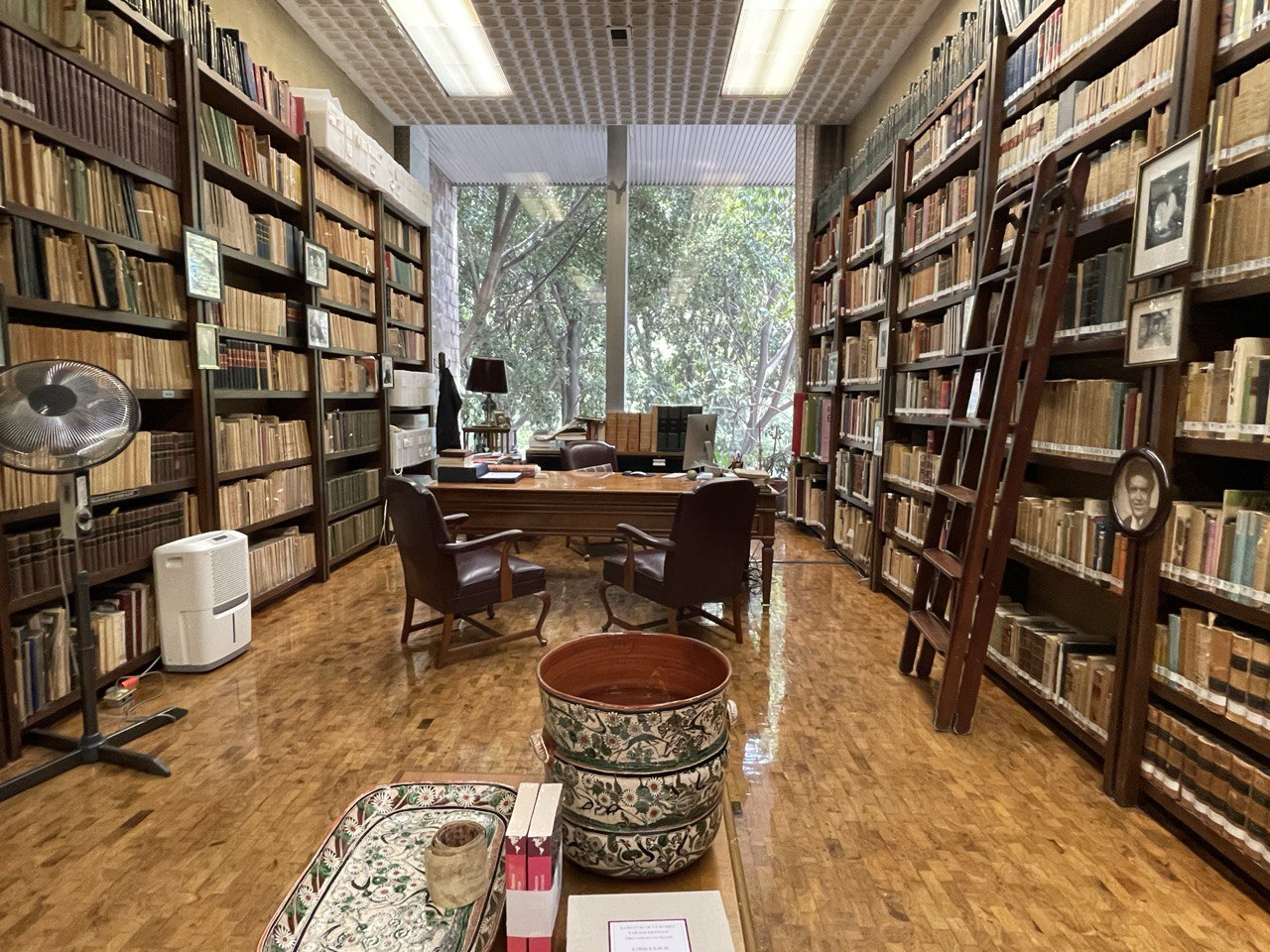
Biblioteca Antonio Caso

Contiene un estimado de 400 mil volúmenes y abarca desde códices del siglo XVI hasta la producción historiográfica más actual. Resguarda 105 originales y 89 copias de códices mesoamericanos y coloniales incluidos el Códice Boturini o Tira de la peregrinación así como el Códice Badiano. El Acervo General está constituido por libros, revistas y monografías especializadas en antropología, historia, arqueología y ramas afines de 1941 a la fecha. El fondo reservado por los anteriores a 1940, las colecciones especiales de Pablo González Casanova, Federico Gómez de Orozco, Luis González Obregón, Ignacio Ramírez y Alfonso Caso. También resguarda el Fondo Conventual, proveniente de las bibliotecas de las órdenes religiosas de la Nueva España, publicaciones periódicas, material de referencia como enciclopedias, atlas y diccionarios. Contiene también tesis profesionales de la ENAH desde su fundación y un buen número de copias de la UNAM y microfilmado de archivos parroquiales y eclesiásticos.

## Servicios
Hemeroteca, mapoteca, videoteca, fototeca, consulta de microfilmes, préstamo externo a alumnos e investigadores de la ENAH o el INAH, préstamo interbibliotecario y promoción y difusión de su propio acervo.